# Arnika (Gattung)
Arnika (Arnica) ist eine Pflanzengattung in der Familie der Korbblütler (Asteraceae). Die etwa 30 Arten gedeihen überwiegend in den kühleren Regionen Nordamerikas. Lediglich zwei Arten kommen in Eurasien vor.

## Beschreibung und Ökologie

### Vegetative Merkmale
Alle Arnica-Arten sind ausdauernde krautige Pflanzen und erreichen Wuchshöhen zwischen 5 und 100 Zentimetern. Sie bilden lange und dünne Rhizome aus und es sind unterirdische Stängelteile vorhanden, die verholzen und relativ kurz und dick sind.
Die unteren Laubblätter stehen häufig in Rosetten, wohingegen die oberen Laubblätter häufig in ein bis zehn Paaren gegenständig am Stängel sitzen. Bei einigen Arten sind die Blätter gestielt, bei anderen hingegen nicht. Die Blattformen innerhalb der Gattung sind sehr variabel. Die Blätter sind häufig behaart.

### Generative Merkmale
Die Blütenkörbchen stehen einzeln oder zu mehreren in Gesamtblütenständen zusammen. Die körbchenförmigen Blütenstände sind sogenannte Pseudoanthien; blütenökologisch gesehen sind es Blumen und sind aus vielen Einzelblüten zusammengesetzt. Die Hochblatthülle, das Involucrum, ist glocken-, kreisel- oder halbkugelförmig, sie erreicht Durchmesser von 6 bis 20 Millimetern. Das Involucrum wird aus 5 bis 23 haltbaren Hüllblättern gebildet, die in ein, häufiger zwei Reihen stehen. Der Blütenstandsboden ist konvex, kann je nach Art behaart oder glatt sein, besitzt aber keine Spreublätter. In den körbchenförmigen Blütenständen befinden sich oft Zungen- und Röhrenblüten. Die 5 bis 22 gelben bis orangefarbenen Zungenblüten, auch Strahlenblüten genannt, weil sie sich am Rand befinden, sind fertil, enthalten Stempel und fehlen selten. Im Zentrum des Blütenkorbs finden sich zwischen 10 und 120 Röhrenblüten, auch Scheibenblüten genannt, welche zwittrig und fertil sind. Die Kronröhre ist gelb, seltener cremefarben und üblicherweise kürzer als die trichterförmigen Hälse. Die Staubbeutel sind gelb, bei Arnica lessingii und Arnica unalaschcensis purpurfarben.
Die grauen oder braunen bis schwarzen Achänen besitzen Drüsen oder sind glatt gebildet. Der Pappus besteht aus 10 bis 50 strohigen, weißen oder gelb-braunen feinbärtigen mehr oder weniger fedrigen Borsten. Bei Arnica dealbata fehlen diese jedoch ganz.
Die Chromosomengrundzahl beträgt x = 19.

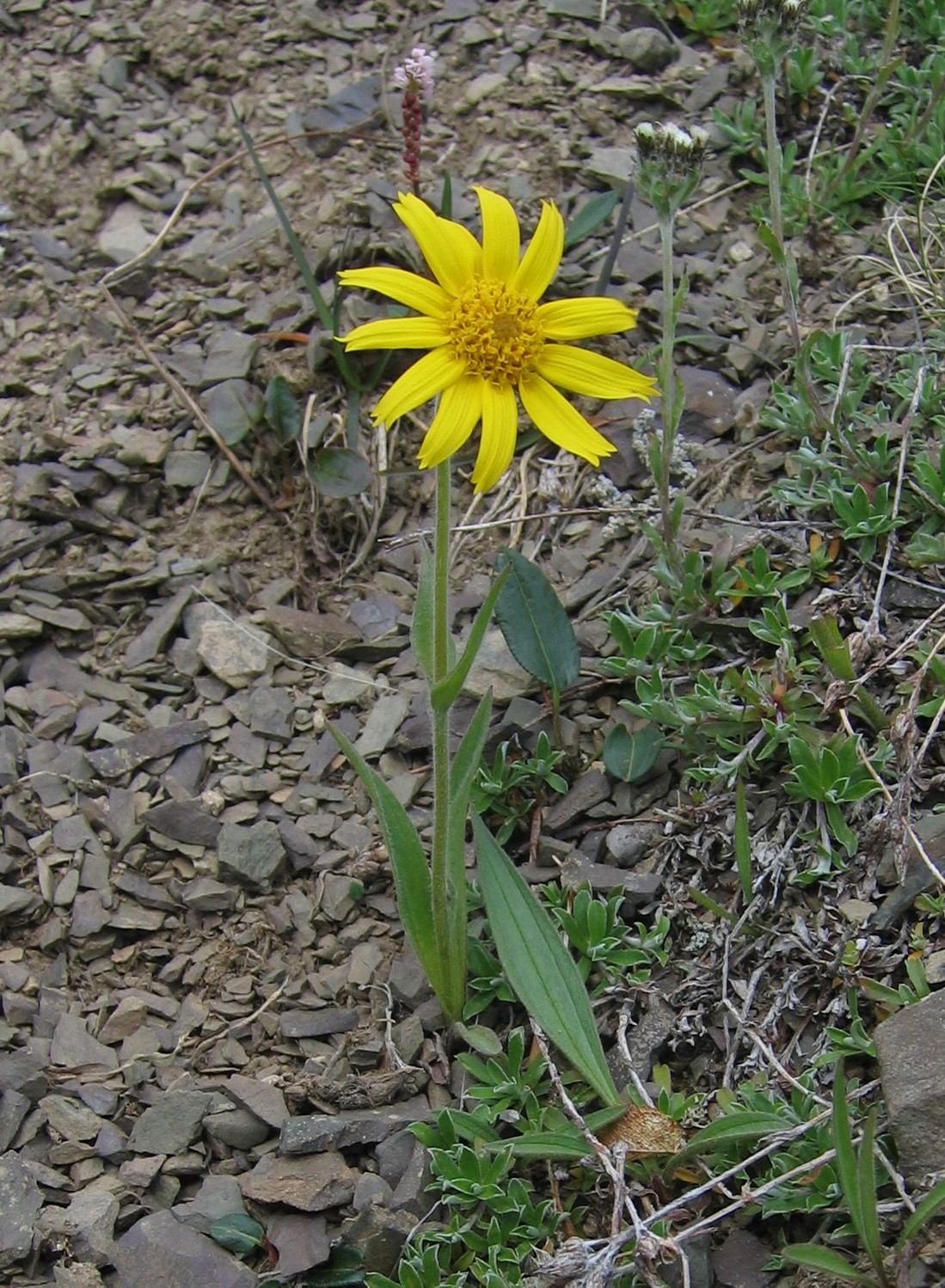
Arnica angustifolia

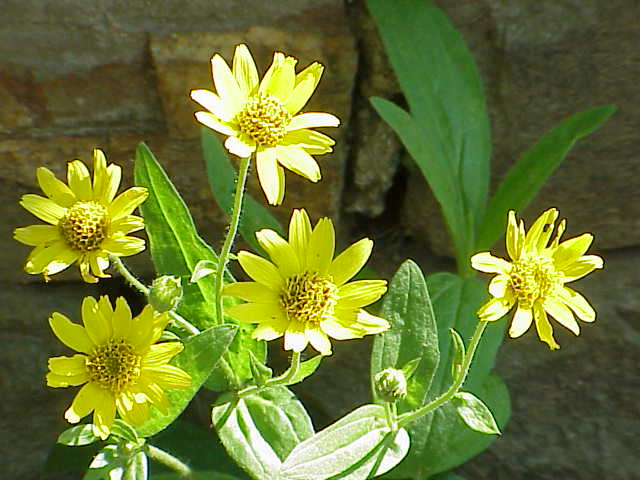
Arnica chamissonis

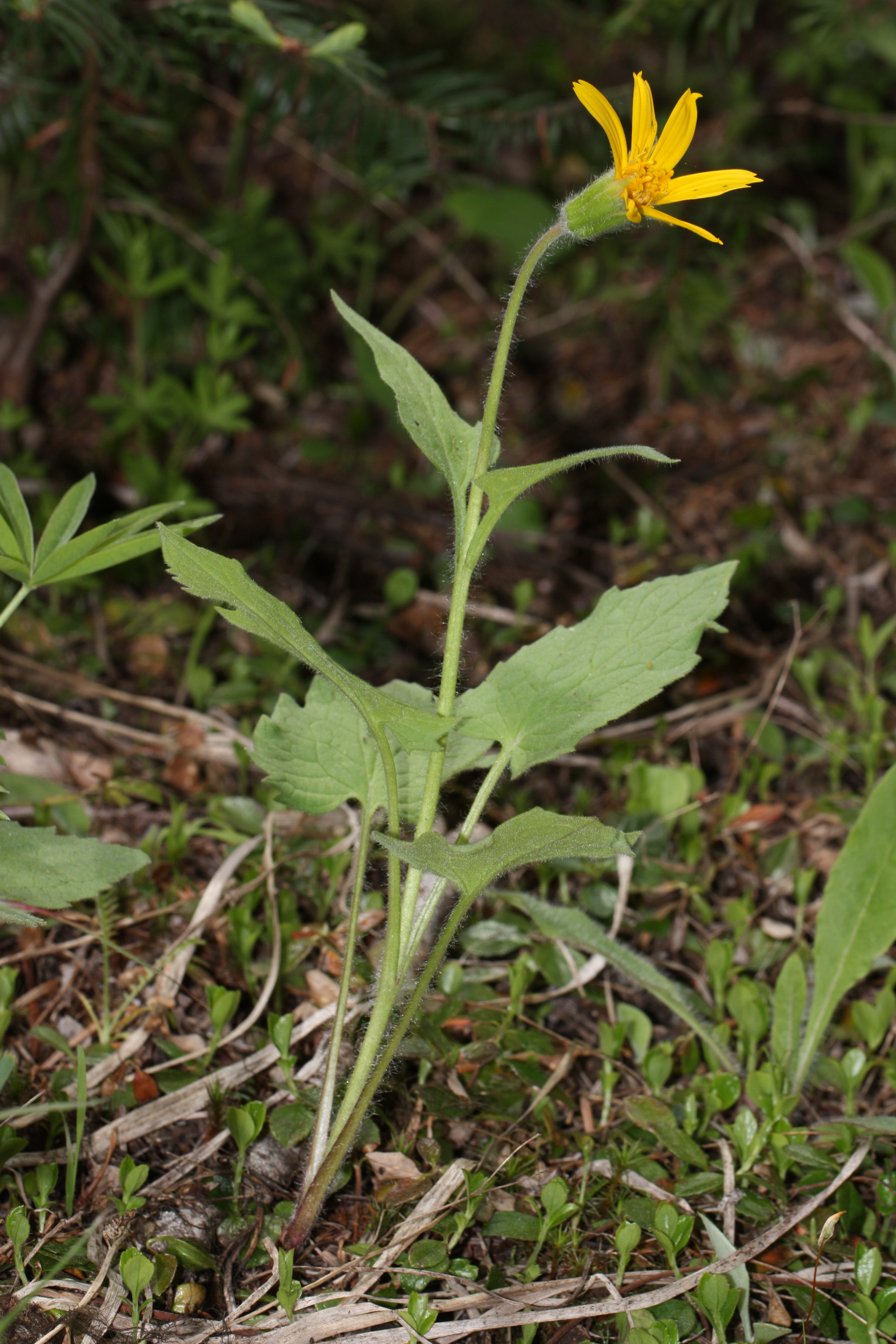
Arnica cordifolia

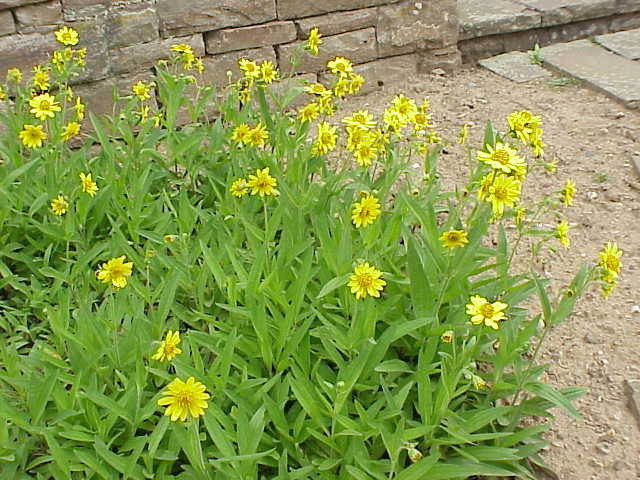
Arnica longifolia

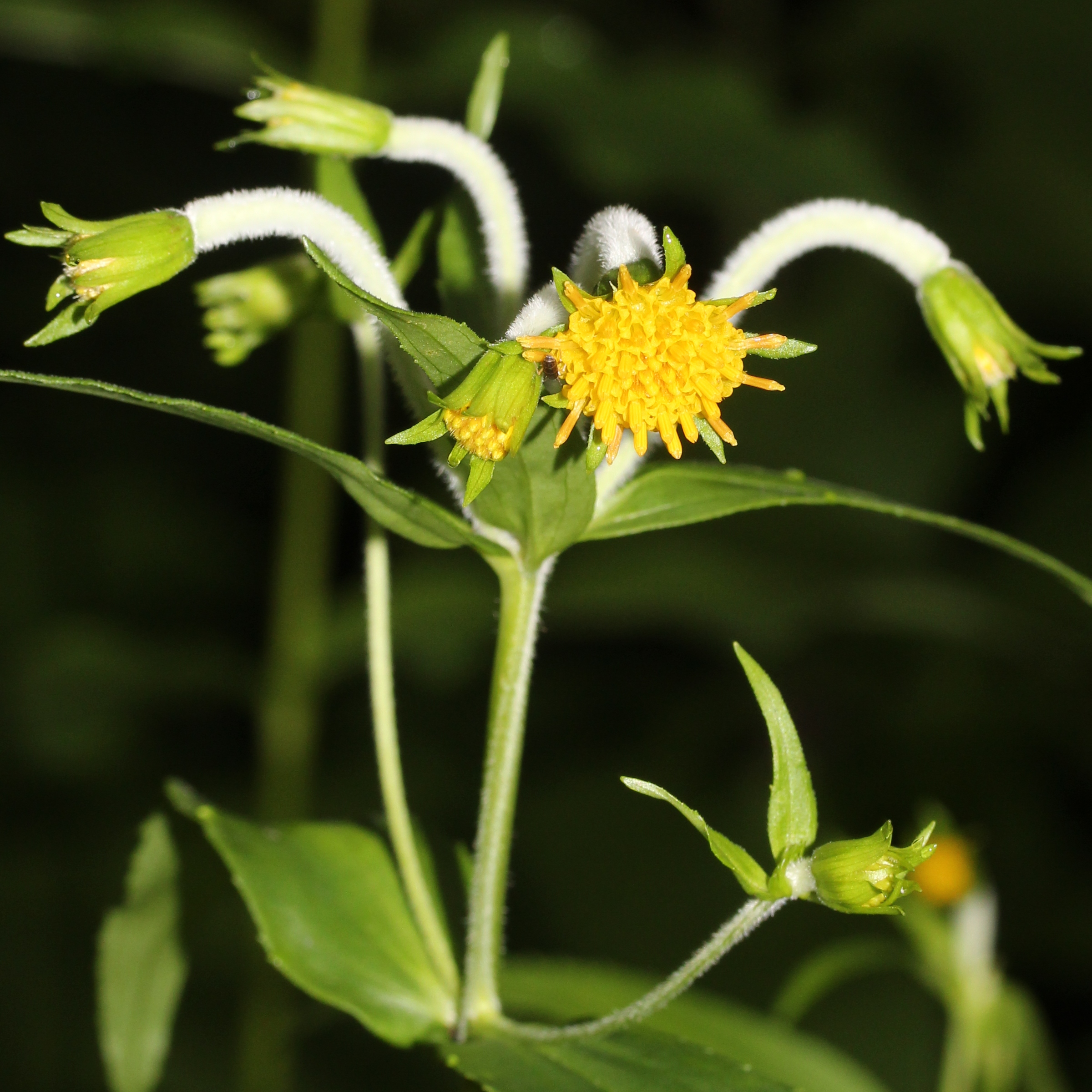
Arnica mallotopus

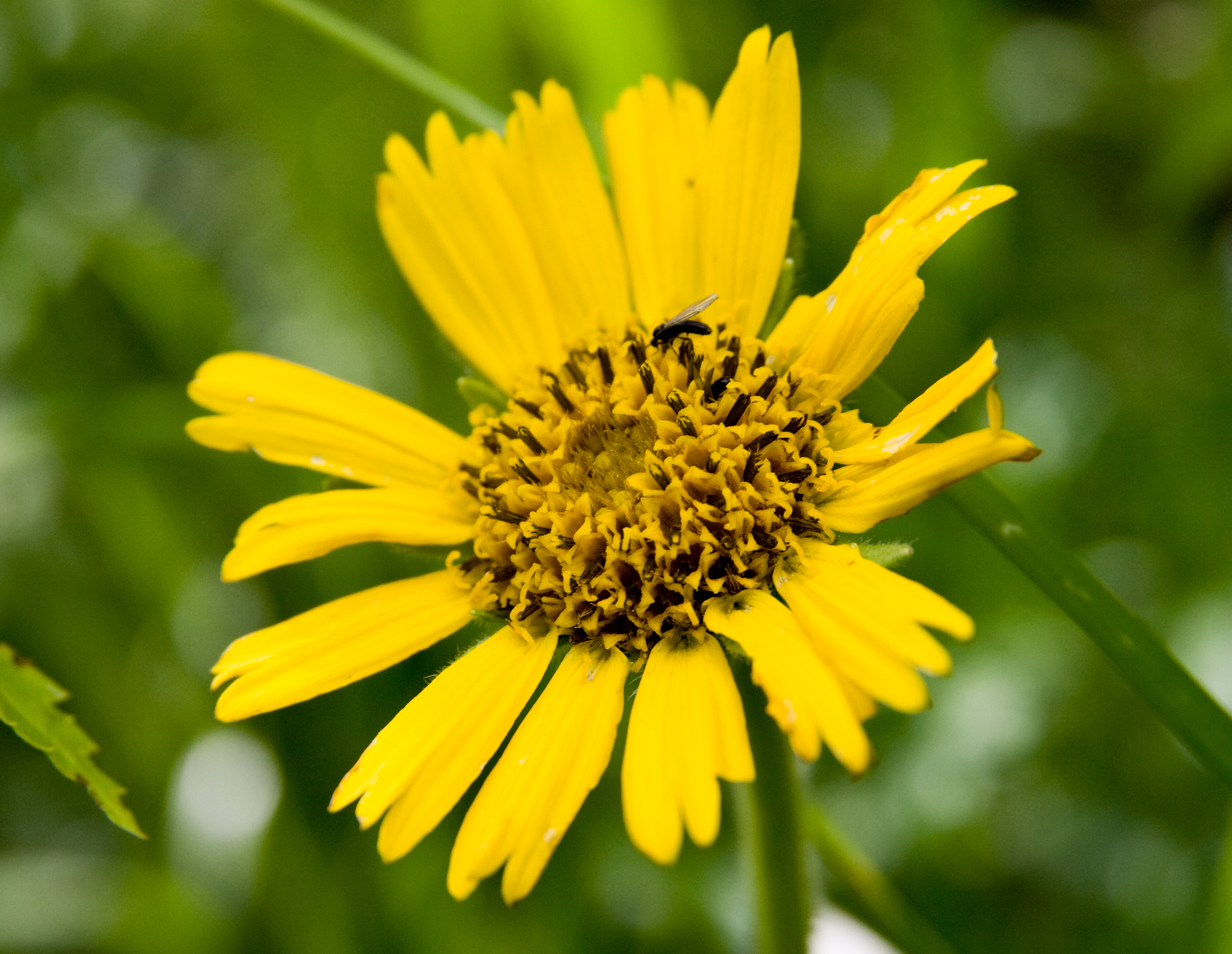
Arnica unalaschcensis var. tschonoskyi

## Systematik und Verbreitung
Die Gattung Arnica wurde 1753 durch Carl von Linné aufgestellt.
Die Gattung Arnica gehört zur Tribus Madieae in der Unterfamilie Asteroideae innerhalb der Familie Asteraceae.
Die Gattung Arnica ist circumboreal in Nordamerika und Eurasien weitverbreitet. Die Arten gedeihen am besten in montanen Habitaten. Die Gattung Arnica erreicht ihre höchste Diversität im westlichen Nordamerika. In Europa kommen nur zwei Arten (Arnica montana, Arnica angustifolia subsp. alpina und Arnica alpina subsp. iljinii) natürlich vor. Einige Arten sind häufig und weit verbreitet, während andere Arten endemisch sind und nur in kleinen Arealen vorkommen.
Die etwa 30 Arten der Gattung Arnika (Arnica) sind:
- Arnika (Arnica montana L.): Sie kommt in Europa in Portugal, Spanien, Frankreich, Belgien, den Niederlanden, Dänemark, Norwegen, Schweden, Italien, der Schweiz, Deutschland, Österreich, Polen, Tschechien, Litauen, Belarus, Ukraine, Ungarn, Slowenien, Kroatien, Bosnien-Herzegowina, Montenegro, Bulgarien und Rumänien vor.[2]
- Arnica acaulis (Walter) Britton, Sterns & Poggenb.: Sie kommt in den östlichen Vereinigten Staaten vor.[2]
- Arnica angustifolia Vahl, mit den Unterarten:
  - Arnica angustifolia subsp. alpina (L.) I.K.Ferguson, (Syn.: Arnica alpina (L.) Olin & Ladau (non Salisb. 1796)): Sie kommt in Norwegen, Schweden, Finnland, dem nördlichen europäischen Russland, auf Spitzbergen und Jan Mayen vor.[2]
  - Arnica angustifolia subsp. angustifolia: Sie kommt in Kanada, in Alaska und Grönland vor.[2]
  - Arnica angustifolia subsp. iljinii (Maguire) I.K.Ferguson: Sie kommt im europäischen Russland und in Sibirien vor.[2]
  - Arnica angustifolia subsp. tomentosa (J.M.Macoun) G.W.Douglas & Ruyle-Dougl. (Syn.: Arnica tomentosa Macoun): Sie kommt in Kanada und in Montana vor.[2]
- Arnica cernua Howell: Sie kommt in Kalifornien und Oregon in Höhenlagen zwischen 500 und 1500 Metern vor.
- Arnica chamissonis Less. (inkl. Arnica chamissonis subsp. foliosa (Nutt.) Maguire): Sie kommt in Kanada, in Alaska, in den westlichen Vereinigten Staaten und in New Mexico vor und ist in Schweden ein Neophyt.[2]
- Arnica cordifolia Hook.: Sie kommt in Kanada und in den Vereinigten Staaten vor.[2]
- Arnica dealbata (A.Gray) D.G.Baldwin (Syn.: Whitneya dealbata A.Gray): Sie kommt nur in Kalifornien und Höhenlagen zwischen 1200 und 2400 Metern vor.
- Arnica discoidea Benth.: Sie kommt in Kalifornien, Oregon, Washington und Nevada vor.
- Arnica fulgens Pursh: Sie kommt in Kanada und in den Vereinigten Staaten vor.[2]
- Arnica ×gracilis Rydb.: Ist ein natürlicher Bastard von Arnica latifolia und Arnica cordifolia.
- Arnica griscomii Fernald, mit den Unterarten:
  - Arnica griscomii subsp. frigida (C.A. Mey. ex Iljin) S.J.Wolf (Syn.: Arnica frigida C.A.Mey. ex Iljin): Sie kommt in Sibirien, in Russlands Fernem Osten, in Alaska und Kanada vor.[2]
  - Arnica griscomii subsp. griscomii: Sie kommt in den kanadischen Provinzen Neufundland und Quebec vor.[2]
- Arnica lanceolata Nutt., mit den Unterarten:
  - Arnica lanceolata subsp. lanceolata: Sie kommt in den kanadischen Provinzen New Brunswick und Quebec und in Maine und New Hampshire vor.[2]
  - Arnica lanceolata subsp. prima (Maguire) Strother & S.J.Wolf (Syn.: Arnica lanceolata subsp. amplexicaulis (Nutt.) Gruezo; Arnica amplexicaulis Nutt., Arnica amplexifolia Rydberg subsp. prima Maguire): Sie kommt in Alaska, Kanada und in den westlichen Vereinigten Staaten vor.[2]
- Arnica latifolia Bong.: Sie kommt in Kanada, in Alaska und in den westlichen Vereinigten Staaten vor.[2]
- Arnica lessingii (Torr. & A.Gray) Greene (inkl. Arnica lessingii subsp. norbergii Hultén & Maguire): Sie kommt auf Kamtschatka, Alaska und Kanada vor.
- Arnica lonchophylla Greene (inkl. Arnica lonchophylla subsp. arnoglossa (Greene) Maguire): Sie kommt in Alaska, Kanada, Wyoming und South Dakota vor.[2]
- Arnica longifolia D.C.Eaton: Sie kommt im westlichen Kanada und in den westlichen Vereinigten Staaten vor.[2]
- Arnica louisiana Farr: Sie kommt in den kanadischen Provinzen Alberta und British Columbia in Höhenlagen zwischen 1800 und 2100 Metern vor.
- Arnica mallotopus Makino (Syn.: Mallotopus japonicus Franch. & Sav.): Sie kommt in Japan vor.
- Arnica mollis Hook.: Sie kommt in Alaska, in Kanada und in den westlichen Vereinigten Staaten vor.[2]
- Arnica nevadensis A. Gray: Sie kommt in Kalifornien, Nevada, Oregon und Washington in Höhenlagen zwischen 1500 und 3000 Metern vor.
- Arnica ovata Greene: Sie kommt in Alaska, Kanada und in den westlichen Vereinigten Staaten vor.
- Arnica parryi A. Gray: Sie kommt in den kanadischen Provinzen Alberta, British Columbia und Yukon Territory sowie in Kalifornien, Utah, Colorado, Wyoming, Montana, Idaho, Washington und Oregon vor.[2]
- Arnica rydbergii Greene: Sie kommt in Alberta, British Columbia, Washington, Oregon, Colorado, Idaho, Montana, Wyoming und Utah vor.
- Arnica sachalinensis (Regel) A.Gray: Sie kommt auf Hokkaido, den Kurilen und auf Sachalin vor.[2]
- Arnica sororia Greene: Sie kommt in den kanadischen Provinzen Alberta, British Columbia und Saskatchewan sowie in Washington, Oregon, Kalifornien, Utah, Nevada, Idaho, Montana und Wyoming vor.[2]
- Arnica spathulata Greene: Sie kommt nur in Kalifornien und Oregon vor.
- Arnica unalaschcensis Less.: Sie kommt in Alaska, auf den japanischen Inseln Honshu und Hokkaido, auf den Kurilen, Kamtschatka und Sachalin vor.[2]
- Arnica venosa H.M.Hall: Sie kommt nur in Kalifornien vor.
- Arnica viscosa A.Gray: Sie kommt nur in Oregon und Kalifornien vor.[2]

## Film
- Arnika. Von der Kraft einer Heilpflanze. Dokumentarfilm. Regie: Vincent Froehly, Arte, Deutschland 2018.